# Una bionda su due ruote
Una bionda su due ruote (Motocrossed) è un film per la televisione diretto da Steve Boyum. È un film dedicato alle motociclette.

## Trama
Andrew Carson è un ragazzo che ha una grandissima passione per le gare di motocross. Quando Andrew si rompe una gamba in un incidente, la sua gemella Andrea decide di sostituirlo.